# 性勒索
性勒索或稱性敲诈（英文：sextortion，sex（性）和extortion（勒索）的合成词）是利用別人的性资料（包括關於性愛內容的短讯、裸照及短片等）以勒索受害人的金錢、其他財物以至性行為利益等。